# Badminton-Nationalliga A 2017/18
Die Badminton-Nationalliga A der Saison 2017/18 als höchste Spielklasse im Badminton in der Schweiz zur Ermittlung des nationalen Mannschaftsmeisters bestand aus einer Vorrunde im Modus Jeder gegen jeden und anschliessenden Play-off-Spielen. Meister wurde der BC La Chaux-de-Fonds.

## Vorrunde
| Platz | Team                    | Spiele | G  | U | V  | Punkte | Spielpunkte | Sätze   | Bälle     |
| ----- | ----------------------- | ------ | -- | - | -- | ------ | ----------- | ------- | --------- |
| 1     | BC Uzwil                | 14     | 10 | 2 | 02 | 38     | 76-36       | 165-91  | 4858-4360 |
| 2     | BC La Chaux-de-Fonds    | 14     | 07 | 3 | 04 | 33     | 66-46       | 140-112 | 4674-4400 |
| 3     | BV St. Gallen-Appenzell | 14     | 08 | 3 | 03 | 32     | 60-52       | 133-121 | 4492-4533 |
| 4     | Team Argovia            | 14     | 06 | 4 | 04 | 30     | 59-53       | 140-123 | 4740-4586 |
| 5     | Union Fribourg-Tafers   | 14     | 07 | 1 | 06 | 29     | 57-55       | 130-120 | 4549-4392 |
| 6     | SC Uni Basel            | 14     | 04 | 2 | 08 | 24     | 49-63       | 117-145 | 4631-4806 |
| 7     | BC Yverdon-les-Bains    | 14     | 04 | 2 | 08 | 24     | 48-64       | 110-137 | 4286-4481 |
| 8     | BC Adliswil             | 14     | 01 | 1 | 12 | 14     | 33-79       | 83-169  | 4191-4863 |

## Halbfinal
- BC Uzwil – Team Argovia: 5:1, 4:4
- BC La Chaux-de-Fonds – BV St. Gallen-Appenzell: 6:2, 3:1

## Final
- BC La Chaux-de-Fonds – BC Uzwil: 5:3, 4:4